# Salaryman Kintaro
Salaryman Kintaro (jap. サラリーマン金太郎, Sararīman Kintarō) ist ein japanischer Realfilm von Takashi Miike aus dem Jahr 1999 nach dem gleichnamigen Manga von Hiroshi Motomiya.
Der Actionfilm der Managementebene stellt in Miikes umfangreichem Filmschaffen eher ein Nebenwerk dar. Mit einer Freigabe von FSK 16 handelt es sich um einen seiner zahmeren Filme. Den Salaryman (Angestellten) Kintarō verkörpert Katsunori Takahashi, der diesen bereits in einer Fernsehserie darstellte.
Der Film lief in Japan am 13. November 1999 an. In Deutschland hatte er seine Erstaufführung am 1. Juli 2004 auf DVD. Im Handel ist er mindestens in Auflagen von CAROL Media/Best Entertainment AG (Bildformat 4:3) und von Asian Film Network.

## Handlung
Im Japan der Gegenwart nimmt der Salaryman Kintarō mit seinem kleinen Jungen an einem Spaßwettlauf teil, bei dem sie Platz 1 belegen. Vergessen hat er dabei das 40-jährige Firmenjubiläum seines Arbeitgebers Yamato Construction. Er läuft in die Arbeit und wechselt am Weg die Sportkleidung gegen Anzug und Krawatte. Noch dazu gerät der unscheinbare Gehaltsempfänger in einem Hinterhof in eine Schlägerei, kann sich seiner Haut aber erwehren.
Der Firmeninhaber Yamato, sein zukünftiger Schwiegervater, vermisst ihn bereits auf dem Geschäftsempfang, bei dem es um verschiedene Tunnelbauprojekte, Dämme und Großbauten meist öffentlicher Hand geht. Kintarō nimmt eine Hostess in Schutz vor dem chauvinistischen Abgeordneten Tanioka. Kintarō wird von Tokio nach Tōhoku gesandt, um dort dem neuen Vorgesetzten Igoh unterstellt zu werden. Bei einem Hausbrand entpuppt sich Kintarō als Held, indem er ein kleines Kind vor den Flammen bewahrt. Igoh in seinen Fünfzigern, den er beim Mah-Jongg antrifft, erweist sich als höchst mürrisch. Kintarō wurde möglicherweise dorthin geschickt, um Igoh im Auge zu behalten oder Igohs diverser Laster wegen; Yamato unterbreitet hingegen seiner Frau, es wäre als Feuerprobe für Kintarō gedacht, für den er im Management Höheres im Sinn hat. Kintarō prügelt sich derweil mit dem Unmenschen Igoh im Wald.
Andernorts wird der Abgeordnete Tanioka gebeten, Yamatos Firma kaltzustellen, und ihn persönlich zu ruinieren.
Kintarō kommt lädiert nach Hause zu Freundin Masumi. Eine Reihe von Bauaufträgen wird der Firma unerklärlicherweise entzogen, was einer Katastrophe gleichkommt. Masumi ist tatsächlich nicht Yamatos Tochter, sondern die von Igoh. Yamato überlegt, Igoh seines eigenen Besten zuliebe aus dem Exil an den Hauptsitz zurückzuholen, damit die Wahrheit auf den Tisch kommt. Bei der Anhörung zu einer öffentlichen Vergabe bekommt Kintarō ein Gebot zugespielt, das sich jedoch als zu hoch erweist (sein Vorgesetzter schlief dabei seinen Rausch aus). Kintarō lernt ein Mädchen kennen, mit dem er ausgeht, bleibt Masumi aber treu. In der Firma herrscht eine verheerende Stimmung. Mit Sempai Igoh hat er sich zusammengerauft. Bei der nächsten Vergabe zieht die Yamato Corp. wiederum den Kürzeren, Kintarō gelingt es jedoch, die Manipulation um hohe dreistellige Millionenbeträge vor Gremium und Teilnehmern aufzudecken. Der alte Yamato motiviert ihn, für die Firma zu „kämpfen“. Er poliert zunächst das Betriebsklima im Großraumbüro auf und erstellt neue Kalkulationen in langen Überstunden (wenn auch nicht bis zum Karōshi).
Ein Abteilungsleiter der Behörde erhängt sich (angeblich) wegen des Skandals um Subventionsbetrug und Korruption. Bald ist der örtliche Yakuza-Clan Kintarō auf den Fersen. Kintarō wird gekidnappt und übel zugerichtet, auf dass er einen Kostenvoranschlag zurückzieht. Igoh kommt in letzter Sekunde dazu und vergilt es mit gleicher Münze. Igoh unternimmt bei dem Verwundeten einen Krankenbesuch, er hat Nachforschungen angestellt. Hinter der Fa. Hokutoh Sohken steckt in Wirklichkeit der Abgeordnete Tanioka, der ein Konglomerat aufbauen will. Igoh fällt beinahe einer Briefbombe zum Opfer und landet auf der Intensivstation. Kintarōs Sohn entgeht um Haaresbreite einer zweiten Briefbombe. Nun entschließt sich Kintarō zur Vergeltung. Er entmottet seine alte Motorradjacke.
Kintarō scheint eine ganz andere Vergangenheit zu haben; mit einem einzigen Telefonat reaktiviert er seine zweitausendköpfige Bōsōzoku-Motorradbande, deren Mitglieder alle auf ihn persönlich eingeschworen sind. Die zweitausend Motorräder marschieren auf Tohoku zu. Unter Medienberichterstattung überrollen sie ein massives Polizeiaufgebot, die Gegend steht kurz vor dem Ausnahmezustand. Die Rockerbande prügelt sich in ein Firmengebäude. Kintarō stellt einen der Strippenzieher, Kudoh, und will ihn gerade enthaupten, als Igoh bandagiert und auf Krücken dazu kommt und ihm Einhalt gebietet. Wieder im Freien wird Kintarō von Polizeihundertschaften überwältigt und abgeführt.
Er steht vor Gericht wegen Bildung einer kriminellen Vereinigung und beträchtlicher Störung der öffentlichen Ordnung, bekommt aber mildernde Umstände und schließlich ein Jahr auf Bewährung. Durch die Affäre fliegt das Kartell vor allem auf und die Verantwortlichen werden zur Rechenschaft gezogen. Ganz Japan feiert ihn als Helden. Vor jubelndem Publikum vor dem Gerichtsgebäude ist die Familie wiedervereinigt.

## Kritiken
- „Furios inszenierter Thriller […] Die schräg dargebotene Geschichte und eine gehörige Portion schwarzen Humors lassen die Handschrift von Kult-Regisseur Takashi Miike erkennen.“ (Lexikon des internationalen Films[3])
- „Ein bisschen Heiterkeit; ein bisschen Melodrama; ein bisschen Action; ein bisschen Intrige. […] kurios aber überaus genießbar“ (www.filmmonthly.com[4])
- „Das Budget von ‚Salaryman Kintaro‘ war gar nicht so bescheiden – und dementsprechend sieht der Film gut aus. Die Miike-typischen visuellen Spielereien fehlen lange. […] Alles stets zu gefälliger Rockmusik. Der Soundtrack des ganzen Films ist eh cool. […] sein Versuch eines Familienfilms. […] Da werden sogar Politik und dröge Interessenkonflikte im Baugewerbe spannend.“ (www.molodezhnaja.ch[5])
- „Weitgehend ignoriert, meiner Meinung nach zu Unrecht.“ (Twitch[6])
- „formal wenig waghalsig. Damit könnte man sich noch gut arrangieren, doch gelingt es dem Film vor allem auch aufgrund seines behäbigen Erzähltempos kaum, andere Qualitäten zu entwickeln.“ (Thomas Groh: www.jump-cut.de DVD Blog[1])

## Auszeichnungen
Awards of the Japanese Academy 2000
- Award of the Japanese Academy in der Kategorie Newcomer of the Year für Katsunori Takahashi